# Рипли (тауншип, округ Додж, Миннесота)
Рипли (англ. Ripley) — тауншип в округе Додж, Миннесота, США. На 2000 год его население составило 212 человек.

## География
По данным Бюро переписи населения США площадь тауншипа составляет 93,6 км², из которых 93,6 км² занимает суша, водоёмов нет.

## Демография
По данным переписи населения 2000 года здесь находились 212 человек, 73 домохозяйства и 61 семья. Плотность населения — 2,3 чел./км². На территории тауншипа расположена 101 постройка со средней плотностью 1,1 построек на один квадратный километр. Расовый состав населения: 96,70 % белых, 3,30 % — других рас США. Испанцы или латиноамериканцы любой расы составляли 3,30 % от популяции тауншипа.
Из 73 домохозяйств в 37,0 % воспитывались дети до 18 лет, в 76,7 % проживали супружеские пары, в 2,7 % проживали незамужние женщины и в 15,1 % домохозяйств проживали несемейные люди. 11,0 % домохозяйств состояли из одного человека, при том 4,1 % из — одиноких пожилых людей старше 65 лет. Средний размер домохозяйства — 2,86, а семьи — 3,02 человека.
27,8 % населения — младше 18 лет, 5,2 % — в возрасте от 18 до 24 лет, 34,0 % — от 25 до 44, 18,4 % — от 45 до 64, и 14,6 % — старше 65 лет. Средний возраст — 35 лет. На каждые 100 женщин приходилось 101,9 мужчин. На каждые 100 женщин старше 18 приходилось 104,0 мужчин.
Средний годовой доход домохозяйства составлял 42 500 долларов, а средний годовой доход семьи — 46 250 долларов. Средний доход мужчин — 30 250 долларов, в то время как у женщин — 31 875. Доход на душу населения составил 18 240 долларов. За чертой бедности находились 7,4 % семей и 9,0 % всего населения тауншипа, из которых 10,2 % младше 18 и 6,1 % старше 65 лет.